# Mimegralla triannulata
Mimegralla triannulata är en tvåvingeart som först beskrevs av Macquart 1843.  Mimegralla triannulata ingår i släktet Mimegralla och familjen skridflugor. Inga underarter finns listade i Catalogue of Life.